# Бял росен
Вижте пояснителната страница за други значения на Росен.
Белият росен (Dictamnus albus), известен още като росен, русалче е отровно, но и лечебно растение.

## Описание
Белият росен е многогодишно цъфтящо тревисто растение. На височина достига от 20 до 80 cm над земята. Листата му са сложни, последователно разположени по стъблото и с черни точковидни жлези по повърхността. Цветовете му са двуполови, също покрити с черни жлези, с по пет венчелистчета и чашелистчета, и 10 тичинки по-дълги от венчелистчетата, които на цвят варират от бяло през розово до светлолилаво. Плодът на росена е разпуклива кутийка. Растението цъфти през май – юли. Ухае приятно на лимон.

## Разпространение
Белият росен расте по сухи, каменливи места до 1200 m надморска височина, най-често на почви богати на варовик. Среща се на почти цялата територия на България, с изключение на фитогеографските области Витоша, Рила, Пирин, Беласица и долината на река Места. В световен мащаб е разпространен в Централна и Южна Европа, Северна Африка и Централна Азия.

## Приложение
Растението е отровно, но има и лечебни свойства, също така декоративно и медоносно. Във фитотерапията се използват корените на росена, които са богати на алкалоиди, сапонини и етерично масло. Има диуретично действие, а външното му приложение влияе благотворно при екземи и косопад.

## Други
Белият росен е любимото цвете на русалките и самодивите. Според народното поверие русалките вият венците си от росен. В миналото в България е разпространен обичаят Ходене на росен, изпълняван на Спасовден или в дните около него, болни хора и бездетни жени да се търкалят на поляни, където расте росен.